# 5674 (année hébraïque)
5674 (hébreu : ה'תרע"ד , abbr. : תרע"ד) est une année hébraïque qui a commencé à la veille au soir du 2 octobre 1913 et s'est finie le 20 septembre 1914. Cette année a compté 354 jours. Ce fut une année simple dans le cycle métonique, avec un seul mois de Adar. Ce fut la quatrième année depuis la dernière année de chemitta.

## Calendrier
Ce calendrier hébraïque de l'année 5674 donne les correspondances avec les dates du calendrier grégorien.
Le premier nombre dans chaque case correspond au jour du mois hébraïque. Les jours en couleurs sont des jours remarquables juifs .
| ◄◄ | 5674 | ►► |

## Naissances
- Aharon Leib Shteinman
- Iakov Zeldovitch

## Décès
- Marie-Georges Picquart

5669 - 5670 - 5671 - 5672 - 5673 - 5674 - 5675 - 5676 - 5677 - 5678 - 5679